# Złoża rozsypiskowe
Złoża rozsypiskowe – złoża stanowiące koncentrację minerałów użytecznych wśród utworów okruchowych, powstające w wyniku redepozycji materiału wietrzenia fizycznego i chemicznego skał i kopalin użytecznych.